# Aïn Fakroun
Ain El Fakroun là một đô thị thuộc tỉnh Oum el Bouaghi, Algérie. Dân số thời điểm năm 2002 là 47.237 người.